# The Circus (Bath)

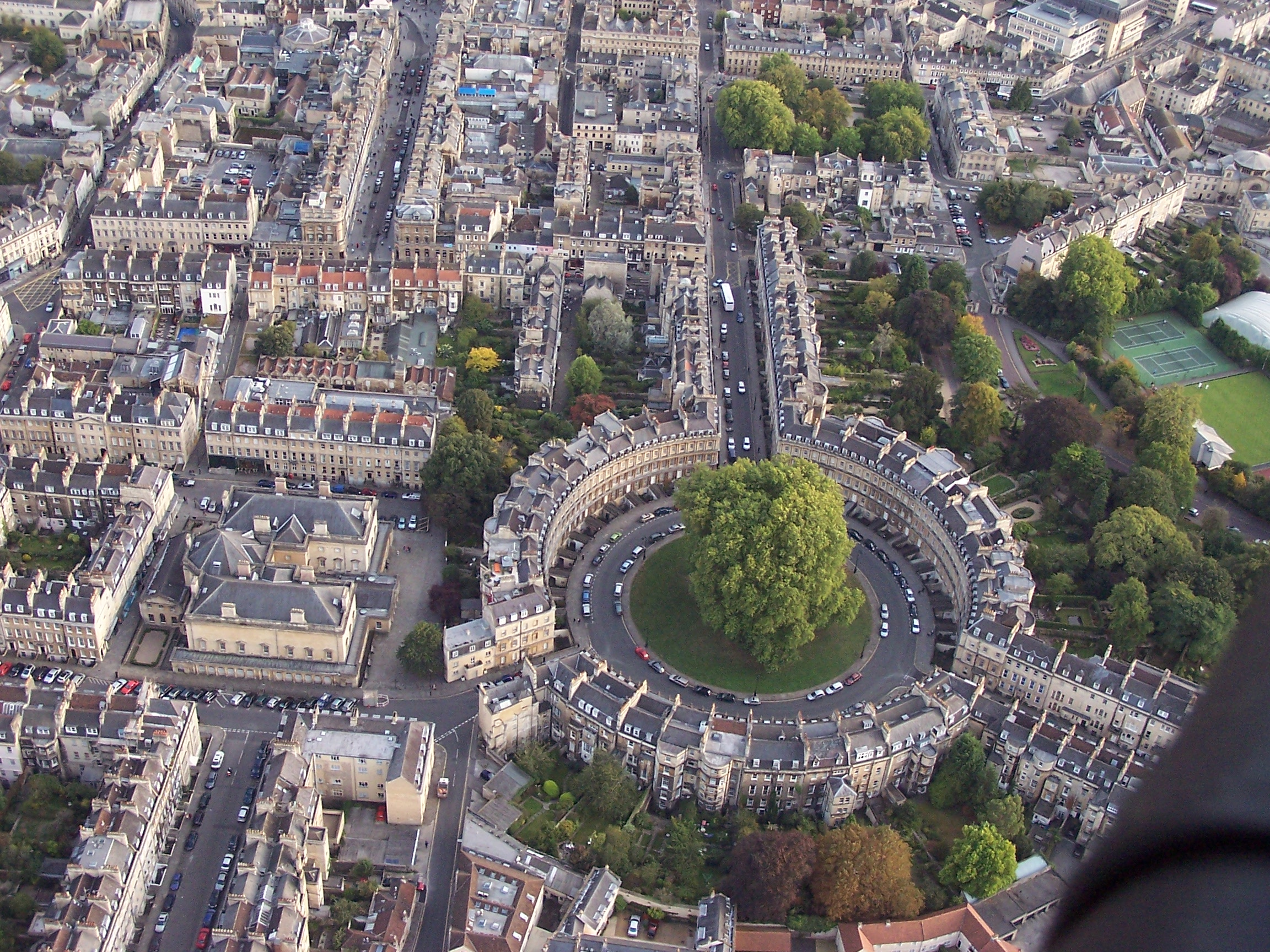
The Circus, Bath (Luftaufnahme)

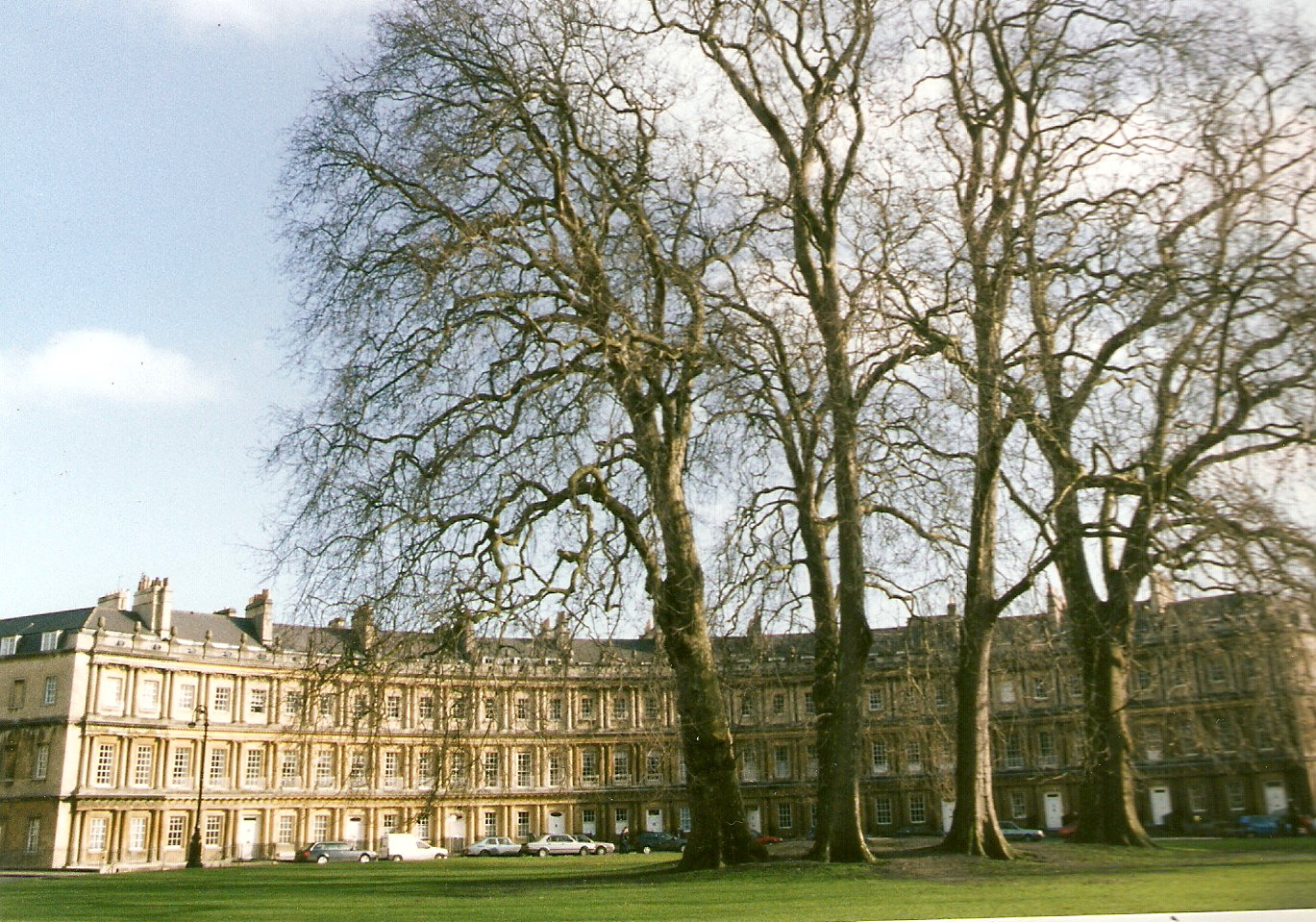
Wohnhauszeile

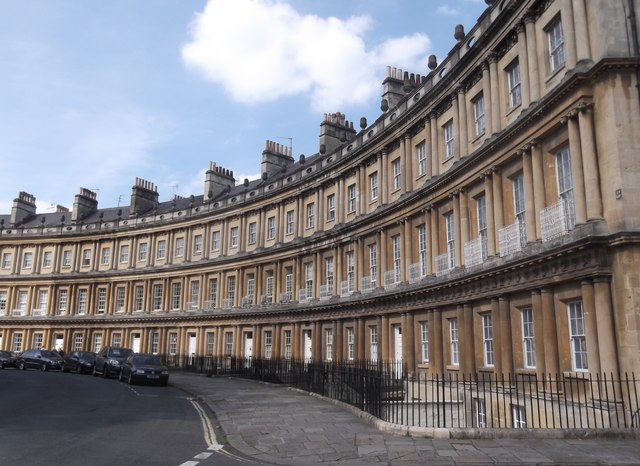
Dreigeschossige Wohnhäuser mit Souterrain

The Circus in der südwestenglischen Großstadt Bath ist ein vom Architekten John Wood dem Älteren (1704–1754) entworfenes städtisches Infrastruktur- und Wohnbauprojekt aus der Mitte des 18. Jahrhunderts. Der Name des ursprünglich Kings Crescent genannten Baukomplexes wurde später auf Crescent verkürzt. Die Gesamtanlage ist als Grade-I-Bauwerk anerkannt.

## Lage
The Circus lag etwas außerhalb des Stadtzentrums von Bath; wenige Jahre später entstand in der Nachbarschaft das ebenfalls Aufsehen erregende Royal-Crescent-Projekt seines Sohnes, John Wood des Jüngeren.

## Geschichte
John Wood wurde im Jahr 1704 in der Nähe von Bath geboren. Nach einem Aufenthalt in Yorkshire kehrte er mit zahlreichen Ideen und Plänen im Jahr 1727 nach Bath zurück, um sich ganz der Entwicklung seiner Heimatstadt zu widmen. Nach einigen Jahren mit Aufträgen für andere Projekte erwarb er das Gelände und legte am 7. Februar 1757 den Grundstein für den Baukomplex des Circus. Doch bereits etwa drei Monate später starb er und das Projekt wurde nach seinen Plänen von seinem Sohn in den Folgejahren vollendet.

## Architektur
Die gedanklich sowohl vom Kolosseum in Rom als auch vom megalithischen Steinkreis von Stonehenge beeinflusste Gesamtanlage bildet einen Kreis mit drei abgehenden Straßenzügen. Die allesamt gleichgestalteten Häuser haben ein Souterrain und jeweils drei oberirdische Vollgeschosse. In den kleineren Dachgeschossen befanden sich Schlafkammern für Dienstboten etc. Alle Fassaden sind durch Doppelsäulen mit den für den Klassizismus (hier: Georgianische Architektur) typischen dorischen, ionischen und korinthischen Kapitellen gegliedert.
Ursprünglich befand sich im Innern des Kreises eine Freifläche, die jedoch bereits im frühen 19. Jahrhundert von den Bürgern selbst bepflanzt wurde. Heute stehen dort fünf große Platanen.

## Bedeutung
Sowohl der Circus als auch der Royal Crescent können als Sinnbilder für das gewachsene Selbstbewusstsein des durch Handel und Arbeit wohlhabend gewordenen Bürgertums gegenüber dem traditionell dominierenden, aber im wirtschaftlichen Verfall begriffenen Adel verstanden werden.